# Erika Groth-Schmachtenberger
Erika Groth-Schmachtenberger (Freising, 30 de marzo de 1906-Wurzburgo, 13 de marzo de 1992) fue una fotógrafa alemana.

## Biografía
Debido al trabajo de su padre como maestro de escuela secundaria, la infancia de Groth-Schmachtenberger se caracterizó por frecuentes mudanzas. Creció en Würzburg, Amberg y Kempten, y se graduó de la escuela secundaria en Kempten. Hasta 1924, Groth-Schmachtenberger se dedicó a la fotografía. Primero realizó varias prácticas en fotografía (1928 Oberstaufen, 1929 Würzburg) y luego se formó en la Escuela de fotografía del Estado de Baviera en Múnich, que completó con éxito en 1932. 

### Trayectoria profesional
De 1932 a 1974 trabajó como fotógrafa de prensa independiente para editoriales y revistas, pasando los años de la Segunda Guerra Mundial en Ochsenfurt. En 1941 viajó a Andalucía interesada en retratar costumbres locales como la romería de Santa María de Valme, en Dos Hermanas (Sevilla), enfocando al final su trabajo a reflejar la destrucción y pobreza de la España de posguerra y la belleza arquitectónica de las ciudades andaluzas, como Córdoba.
Entre 1947 y 1948 regresó a Múnich; En 1948 se casó con el ingeniero Hans Groth. En 1974, Erika Groth-Schmachtenberger se mudó a Murnau am Staffelsee debido a su proximidad al museo al aire libre Glentleiten, para el que trabajaba como autónoma. Después de la muerte de su esposo en 1986, se mudó a una residencia en Würzburg. Murió en 1992 y fue enterrada en Randersacker.
Las fotos de Groth-Schmachtenberger aparecieron en los principales semanarios alemanes. Viajó mucho por Europa, buscando en particular los paisajes, las costumbres y la artesanía como argumentos de su obra.

## Obra
Trabajó como fotógrafa durante seis décadas. Fotografiar era su profesión, pero al mismo tiempo también era una experiencia, un hobby y un propósito en la vida. Fue una fotorreportera que supo mantener la frescura juvenil en su carrera profesional. Su obra de más de 300.000 negativos ofrece en particular documentos sobre la historia cultural de la primera mitad del siglo XX, hoy repartidos en distintos archivos como, la Casa de la Historia de Baviera, el Museo Nacional de Baviera, el Instituto de Etnología Comparada, la Universidad de Múnich, el Bildarchiv Foto Marburg o el archivo de imágenes del Patrimonio Cultural Prusiano. También cuenta con obra en el Museo de Arte Contemporáneo Helga de Alvear en Cáceres. Sus fotografías no presentan el pasado como un idilio, sino como una peculiaridad y realidad de la vida en una época pasada.
Su trabajo en la recorrido récord del trasatlántico SS Bremen en 1933 (Blue Ribbon), su colaboración con Leni Riefenstahl como fotógrafa de stand y prensa (Documentación del rodaje de la película Tiefland) y sobre todo la documentación de la vida cotidiana pasada, oficios y costumbres.
Muchas de las fotografías de Groth-Schmachtenberger se pueden encontrar en museos y se muestran en exposiciones en toda Europa. A partir de 1982 vendió o regaló gran parte de su obra fotográfica. Más de 40 archivos e instituciones en Alemania, Austria y otros países europeos cuentan con obra suya. Legó las fotografías de varias estancias en Tirol del Sur que llevó entre 1940 y 1969 al Museo Estatal de Folclore de Dietenheim (Bruneck) . Su antiguo lugar de trabajo, el museo al aire libre Glentleiten, también tiene una extensa colección. Las fotografías tomadas en sus viajes a España se encuentra en la Biblioteca de la Universidad de Augsburgo.

### Literatura sobre Groth-Schmachtenberger
- Martin Ortmeier: Erika Groth-Schmachtenbergers photographischer Nachlass ist verstreut in vielen Archiven. In: Passauer Kunst Blätter 28, 2/2001, S. 12–13.
- Martin Ortmeier: Eine Alltagsszene aus Vilshofen in Erika Groth-Schmachtenbergers photographischem Nachlass. In: Vilshofener Jahrbuch, Band 11, 2003, S. 103–105.
- Erika Groth-Schmachtenberger. Eine Pionierin der Pressefotografie. Ausstellung zum 100. Geburtstag. Bauernmuseum Bamberger Land. Treffpunkt für Volkskultur und Heimatpflege, Frensdorf 2006.
- Achim Johann Weber: Erika Groth-Schmachtenberger (1906–1992). Augenblicke in Schwarzweiß. Porträtversuch einer großen bayerischen Fotografin anläßlich ihres 100. Geburtstages. In: Augsburger Volkskundliche Nachrichten. 12. Jahrgang, 2006, Heft 1, S. 29–64.
- Alexander von Papp: Fotografische Schätze. Zum 100. Geburtstag der Fotoreporterin Erika Groth-Schmachtenberger. In: Würzburg heute. Heft 82/2007.
- Birgit Speckle: Erika Groth-Schmachtenbergers Fotografien. Auch ein Fall für die Wissenschaft. In: Würzburg heute. Heft 84/2007.
- Christine Dippold, Monika Kania-Schütz (Hrsg.): Im Fokus. Die Bildberichterstatterin Erika Groth-Schmachtenberger und ihr Werk. Begleitbuch zur gleichnamigen Ausstellung im Freilichtmuseum Glentleiten, Großweil, 15. Juni bis 11. November 2008. (= Schriften des Freilichtmuseums Glentleiten. Nr. 31). Echter, Würzburg 2008, ISBN 978-3-429-03009-4.
- Christine Dippold: Dokumentarin der ersten Stunde. Die Fotografin Erika Groth-Schmachtenberger und das Freilichtmuseum Glentleiten. In: Jahrbuch für die oberbayerischen Freilichtmuseen Glentleiten und Amerang. 3, 2008, S. 122–139.
- Reinhard Worschech: Für mich ist Franken alles. J. H. Röll Verlag, Dettelbach 2009, ISBN 978-3-89754-337-9.
- Anne Ulrich: Würzburg durch das Objektiv von Erika Groth-Schmachtenberger. Bildband zur Ausstellung im Stadtarchiv Würzburg 2013 (= Kleine Reihe des Stadtarchivs. Nr. 33). Verlag Stadtarchiv Würzburg, Würzburg 2013.

### Literatura de Groth-Schmachtenberger (en parte como coautora o coeditora)
- Franz Hutterer und Willy Pragher: An den Ufern der Donau. Peter, Michael und Brigitte reisen in die Heimat ihrer Eltern. Pannonia-Verlag, Freilassing 1959.
- Ostschweiz – Bodensee, Rheintal, Graubünden, Engadin (= Grieben-Reiseführer. Band 256). Karl Thiemig Verlag, München 1964. (1972, ISBN 3-521-00116-4)
- Erica Schwarz: Die Isar. Vom Karwendel bis zur Donau. Pannonia-Verlag, Freilassing 1970.
- Hans Roth: München (= Kleine Pannonia-Reihe. Band 18). Pannonia-Verlag, Freilassing 1971, ISBN 3-7897-0018-5.
- Wilhelm Kronfuss: Münchner Brunnen (= Kleine Pannonia-Reihe. Band 33). Pannonia-Verlag, Freilassing 1973, ISBN 3-7897-0033-9.
- Ottmar Schuberth: Die Krippe im Freilichtmuseum des Bezirks Oberbayern in der Neugestaltung durch Michael Müller (= Schriftenreihe Freundeskreis Freilichtmuseum Südbayern e. V. Heft 2). Freundeskreis Freilichtmuseum Südbayern, Grossweil bei Murnau 1976.
- Ottmar Schuberth und Hellmuth Heinrich: Zinnfiguren (= Schriftenreihe des Freundeskreis Freilichtmuseum Südbayern; Heft 3). Freundeskreis Freilichtmuseum Südbayern, Grossweil bei Murnau 1978.
- Heinrich Wismeyer: Auf boarisch meditiern. Mundartgedichte zu Bibelbildern (= Kleine Pannonia-Reihe. Band 58). Pannonia-Verlag, Freilassing 1978, ISBN 3-7897-0058-4.
- Heinrich Wissmeyer: Boarischer Brauch (= Kleine Pannonia-Reihe. Band 78). Pannonia-Verlag, Freilassing 1979, ISBN 3-7897-0078-9.
- Ottmar Schuberth: Die Bauernhöfe auf der Glentleiten. Süddeutscher Verlag, München 1979, ISBN 3-7991-6061-2.
- mit Helmut Sperber und Toni Schuberth: Gerätesammlung Zwink im Freilichtmuseum des Bezirks Oberbayern an der Glentleiten (=Schriften des Freilichtmuseums des Bezirks Oberbayern). [Bezirk Oberbayern (Hrsg.); Geräte-Zeichnungen: Florian Dering]. Freilichtmuseum des Bezirks Oberbayern, Grossweil bei Murnau 1979.
- mit Hans Pörnbacher: Der Pfaffenwinkel. [Übersetzung der Bildlegenden: Patricia Goehl (engl.), Dominique Kirmer (franz.)]. Süddeutscher Verlag, München 1980, ISBN 3-7991-6084-1.
- Heide Nixdorf, Nina Gockerell und Ottmar Schuberth: Volks-Trachten aus Oberbayern, Österreich, Ungarn, Jugoslawien, Rumänien mit den Siebenbürger Sachsen. Ausstellung im Freilichtmuseum des Bezirks Oberbayern an der Glentleiten, 15. Mai – 14. September 1980 (= Schriften des Freilichtmuseums Glentleiten; Nr. 6). [Bezirk Oberbayern (Hrsg.)]. Freilichtmuseum des Bezirks Oberbayern, Grossweil bei Murnau 1980.
- Hans Roth: Münchner Denkmäler (= Kleine Pannonia-Reihe. Band 93). Pannonia-Verlag, Freilassing 1981, ISBN 3-7897-0093-2.
- Heinrich Wismeyer: Mei liabe Münchner Stadt (= Kleine Pannonia-Reihe. Band 100). Pannonia-Verlag, Freilassing 1981, ISBN 3-7897-0100-9.
- con Heinrich Wismeyer: Von allerhand Leut (= Kleine Pannonia-Reihe. Band 102). Pannonia-Verlag, Freilassing 1981, ISBN 3-7897-0102-5.
- mit Hildegard Schmachtenberger: Grüß di Gott, mei Randsacker. Muttersprache im Heimatklang. Echter Verlag, Würzburg 1981, ISBN 3-429-00751-8.
- mit Heinrich Wismeyer: Auf boarisch meditiern. Mundartgedichte zu Bibelbildern. Band II (= Kleine Pannonia-Reihe. Band 117). Pannonia-Verlag, Freilassing 1983, ISBN 3-7897-0117-3.
- Meine liebsten Fotos. Erinnerungen einer Bildberichterin aus sechs Jahrzehnten. Echter Verlag, Würzburg 1984, ISBN 3-429-00917-0.
- con Egon Albert Bauer: Pfaffenwinkel (= Kleine Pannonia-Reihe. Band 121). Pannonia-Verlag, Freilassing 1984, ISBN 3-7897-0121-1.
- mit Albert Bichler Wie’s in Bayern der Brauch ist. W. Ludwig Verlag, Pfaffenhofen 1984, ISBN 3-7787-3243-9.
- con Johannes Goldner: Murnau am Staffelsee (= Kleine Pannonia-Reihe. Band 122). Pannonia-Verlag, Freilassing 1985, ISBN 3-7897-0122-X.
- Unterfranken vor fünf Jahrzehnten. Ein fotographisches Bilderbuch. Echter Verlag, Würzburg 1985, ISBN 3-429-00916-2.
- Handwerker vor fünf Jahrzehnten. Ein fotographisches Bilderbuch. Echter Verlag, Würzburg 1987, ISBN 3-429-01099-3.
- con Albert Bichler: Heimatbilder. Erinnerungen an das alte Dorfleben. W. Ludwig Verlag, Pfaffenhofen 1987, ISBN 3-7787-3294-3.
- Hannes S. Macher (Hrsg.): Föhn. Ein literarischer Trostspender für Wetterfühlige. con Bildern von Erika Groth-Schmachtenberger. W. Ludwig Verlag, Pfaffenhofen 1988, ISBN 3-7787-3312-5.
- con Johannes Goldner: Tilman Riemenschneider (=Kleine Pannonia-Reihe. Band 134). Pannonia-Verlag, Freilassing 1988, ISBN 3-7897-0134-3.
- conFranz Mayer-Krausz: Damals im Südosten. Siebenbürger Sachsen und Donauschwaben in alten Fotos. Mahnert-Lueg, München 1990, ISBN 3-922170-69-2.
- con Alfons Kleiner: Bergbauern. Bilder aus vergangener Zeit. W. Ludwig Verlag, München 1991, ISBN 3-7787-3394-X.
- con Albert Bichler: Damals auf dem Lande. Altes Dorfleben in Bayern. Mit Fotografien von Erika Groth-Schmachtenberger. Bucher, München 2007, ISBN 978-3-7658-4187-3.
- con Martin Ortmeier: Schee is gwen, owa hirt. Alte Bilder aus dem Bayerischen Wald. Battenberg Gietl-Verlag/Buch & Kunstverlag Oberpfalz, Regenstauf 2018, ISBN 978-3-95587-062-1.

Mediateca de la Bayerischer Rundfunk
- Eberhard Schellenberger: „Immer der richtige Augenblick“ – Erinnerungen an die Fotojournalistin Erika Groth-Schmachtenberger

## Premios y reconocimientos
- 1987: Cruz de la Orden al Mérito de la República Federal de Alemania, Primera Clase

## Obra Social
Groth-Schmachtenberger donó todos los derechos de imagen de su patrimonio para la ayuda al desarrollo en la Amazonia (proyecto Juruti-Velho).